# Lorena Rojas Nucamendi
Lorena Rojas Nucamendi (Tuxtla Gutiérrez, Chiapas) es una ingeniera en sistemas computacionales mexicana, directora general de la empresa Cosmos 71 y la primera mujer astronauta análoga chiapaneca.
Además, es doctora honoris causa como líder global en el claustro hispano de líderes mundiales.

## Trayectoria
La ingeniera estudió la licenciatura en el Instituto Tecnológico Nacional de México en Tuxtla Gutiérrez, y una maestría en diseño tridimensional como becaria en la Universidad Politécnica de Cataluña en Barcelona.
Se ha encargado de  impulsar la investigación científica y el desarrollo tecnológico en comunidades rurales.
Apoyo a vincular a cuatro mujeres indígenas de Chiapas con la Universidad Barefoot College, en la India para impulsar cambios para el desarrollo de sus comunidades, logrando que se graduaran como Ingenieras solares en 6 meses.
Es directora general de la empresa Cosmos 71 que se dedica a la industria espacial.
Participó en la simulación internacional de misión lunar analógica EXP71-Cosmos en noviembre de 2023 en Cracovia, donde realizó experimentos con relación al rendimiento cognitivo, el impacto de la producción científica y tecnológica de los alimentos en el espacio, las interacciones ser humano-máquina y el uso de máquinas de micro gravedad y de impresión 3D, lo que implicó el aprender procedimientos necesarios para la salud, seguridad y eficiencia en el trabajo aislado. Esta experiencia la convirtió en la primera mujer astronauta análoga chiapaneca.